# 歐扎克縣
歐扎克縣（英語：Ozark County）是美国密蘇里州南部的一個縣，面積1,956平方公里。根據2020年美國人口普查，共有人口8,553人。縣治蓋恩斯維爾（Gainesville）。該縣成立於1841年，縣名来自歐扎克高地。
本郡1843至1845年間曾易名第開特縣（Decatur County），以紀念1812年战争英雄史蒂芬·第開特。